# Freak (Roman)
Freak ist ein im Jahre 1993 veröffentlichter Jugendroman von Rodman Philbrick.

## Kurz-Inhalt
Ich-Erzähler ist der 13-jährige Maxwell Kane, der bei seinen Großeltern (Grim und Gram) lebt, nachdem seine Mutter von seinem Vater umgebracht worden war und dieser dann im Gefängnis gelandet ist. Der Junge, wesentlich größer als seine Altersgenossen, hält sich selbst für dumm. Seine Umgebung hat Angst vor ihm, da er aggressiv und gewalttätig auf deren vermeintliche und dann auch tatsächliche Zurückweisung reagiert. Als jedoch gegenüber der kleinwüchsige Kevin mit seiner Mutter einzieht, entsteht zwischen den beiden eine Freundschaft. Max nennt Kevin Freak und der hochintelligente Kevin vermag Max in eine Fantasywelt um König Artus, Computer und Roboter zu verwickeln. Beide erkennen, dass  sie gemeinsam Freak, der Starke sind.
Der Roman schildert das Jahr ihrer Freundschaft und gipfelt darin, dass beide in existentieller Weise mit ihren Problemen konfrontiert werden.
Am Ende erliegt Kevin an seinem 13. Geburtstag einer bereits lange währenden Krankheit.

## Verfilmung
1998 entstand eine hochklassig besetzte Adaption unter dem Originaltitel The Mighty. Sharon Stone erhielt für die Darstellung der Gwen eine Nominierung für den Golden Globe in der Kategorie „Beste Nebenrolle“.

## Fortsetzung
Die Fortsetzung, Max the Mighty, in welcher Maxwell die Hauptrolle spielt, ist 1998 in Englisch erschienen.